# Вермилион (река)
Вермилион (енгл. Vermilion River) је малена равничарска река у источном делу канадске провинције Алберта.
Настаје услед топљења снега и падавина јужно од градића Вагревил и тече ка североистоку до места Ту Хилс где скреће ка југоистоку. Код градића Вермилијона на реци је изграђена малена брана и створено мало вештачко језеро. Улива се у реку Северни Саскачеван недалеко од границе са Саскачеваном.
Надморска висина извора је на 690 метара а ушћа на 510, тако да је укупан пад реке 180 метара, односно 0,7 м/км тока. Просечан проток у близини ушћа је 1,17 м³/с.